# Pristomerus orbitalis
Pristomerus orbitalis là một loài tò vò trong họ Ichneumonidae.